# 聖費利斯區
8°15′N 82°52′W / 8.250°N 82.867°W
聖費利斯區（西班牙語：Distrito de San Félix），是巴拿馬的一個行政區，位於該國西部，由奇里基省負責管轄，始建於1855年，面積218.3平方公里，2010年人口6,304，人口密度每平方公里28.88人。